# دير مار كبرئيل
دير مار كبرئيل (بالسريانية:ܕܝܪܐ ܕܡܪܝ ܓܒܪܐܝܠ) هو أقدم دير باق للكنيسة السريانية الأرثوذكسية و واحد من أقدم الأديرة المسيحية في العالم بشكل عام، يعود تاريخ بناءه للقرن الرابع الميلادي (397 ؟). يقع الدير في منطقة طور عبدين في جنوب شرق تركيا، وهو من أهم المراكز الروحية السريانية. تمكن الدير من البقاء خلال القرون على الرغم من كل الحروب والكوارث التي مرت عليه كان آخرها النزاع المسلح الذي وقع في المنطقة بين الجيش التركي وحزب العمال الكردستاني الانفصالي. يتعرض الدير بين الحين والآخر لمضايقات من قبل القرى الكردية المجاورة ومن الحكومة التركية نفسها، تتمحور تلك المشاكل حول ملكيات الأراضي ورغبة سكان القرى المجاورة بالاستيلاء على أراضي الدير.

## بناء الدير

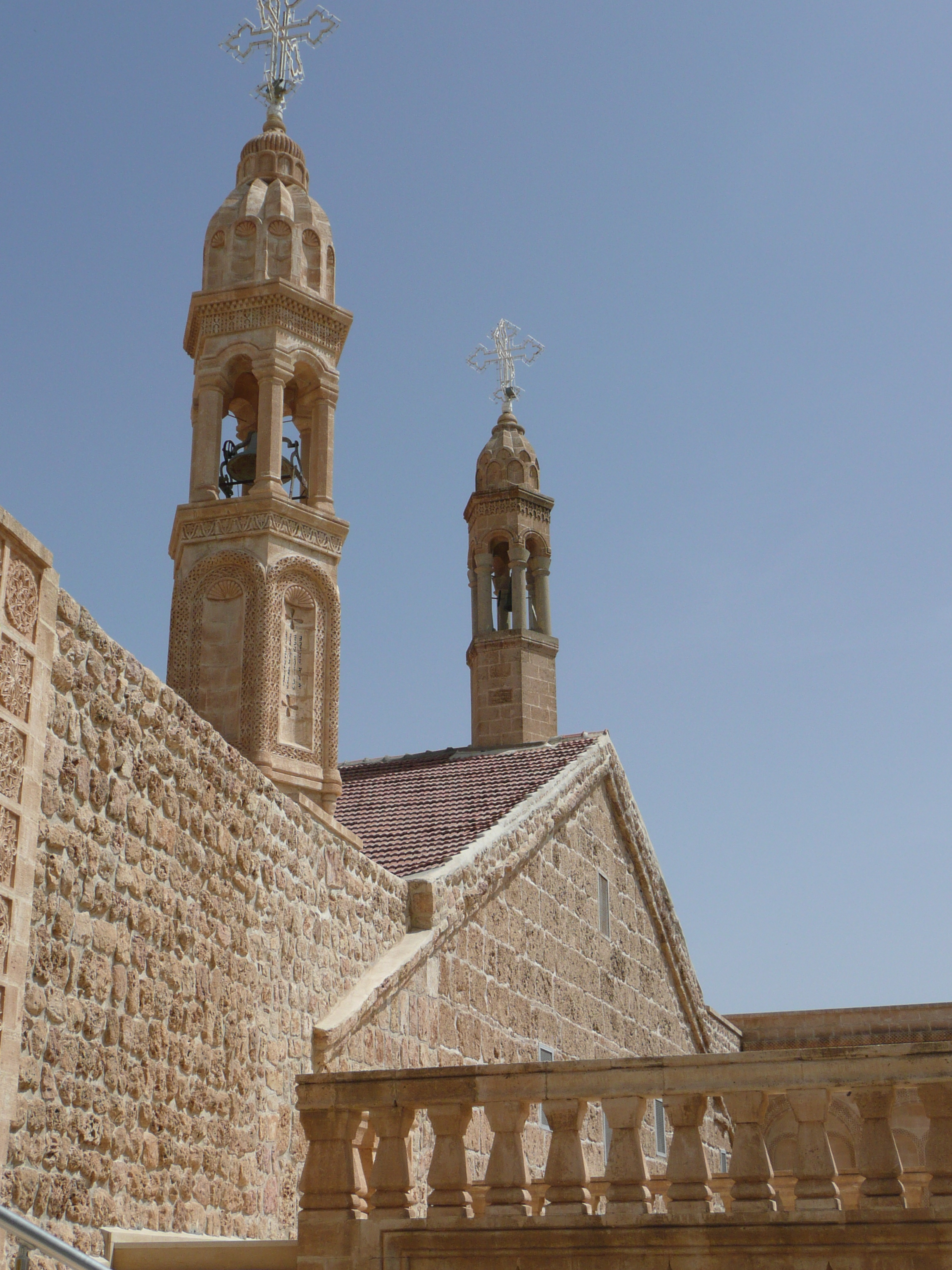
أبراج الدير

أسس الدير الراهب صاموئيل (توفي عام 409) والراهب شمعون (توفي عام 433)، وذاع صيته في جميع أرجاء العالم المسيحي القديم. بعض مباني الدير التي شيدت تحت رعاية الأباطرة آركاديوس (395 - 408) و هونوريوس (395 - 423) ومن ثم ثيودوسيوس الثاني (408 - 450) وأناستاسيوس الأول (491 - 518) لا تزال قائمة حتى اليوم. يضم الدير الكثير من التحف المعمارية التي يعود تاريخها للقرنين الخامس والسادس مثل قطع موزاييك بيزنطية نادرة، قباب، أروقة، أبراج، شرفات، أبواب ونقوش وأعمال حرفية جميلة. تتخذ أبنية الدير تصاميم هندسية مختلفة وذلك بسبب بناءه في مراحل وحقب متفاوتة.

## تسميته
على مر التاريخ أعطي هذا الدير تسميات عدة، حيث أطلق عليه في البداية اسم دير مار صاموئيل ومار شمعون نسبة إلى مؤسسيه، بعد ذلك عُرِف بديرو دعومرو و أيضاً عومرو دمور كبرييل (بالسريانية ܥܘܡܪܐ عومرو) ومعناها الإقامة أي مكان إقامة الرهبان. ومن تلك التسمية اشتقت التسمية العربية دير العُمر والتي استعملت كذلك في اللغة التركية Deyerulumur. وفي نفس الوقت سمي بدير قرطمين بسبب قرية قرطمين الواقعة بالقرب منه والتي تسمى اليوم ياوفانتبا. اسمه الحالي يرجع للقديس مار كبرئيل (634 - 668) أسقف طور عبدين، والذي عزي إليه اجتراح المعجزات بما في ذلك إقامة الموتى، وقد لعب هذا الأسقف دوراً هاماً في تطوير الدير حيث كان مقر إدارته الكنسية.

## أهمية الدير التاريخية
دير مار كبرئيل هو أقدم على الأقل بأربعمئة سنة من أقدم أديرة جبل آثوس المعروف (بالجبل المقدس) في اليونان، وسبق بناءه بناء دير القديس سابا في فلسطين بثمانين سنة كما أنه أقدم بنصف قرن من دير سانت كاترين في سيناء. لذلك يصنف الدير من بين أندر الأديرة المسيحية وأقدمها والتي تمكنت من المحافظة على نمط حياتها الرهبانية باستمرار خلال هذه الفترة الطويلة (16 قرن بالنسة لدير مار كبرئيل) باستثناء بعض الفترات القصيرة التي هُجر فيها بسبب الحروب أو الاضطرابات المحلية.

## النزاع مع الحكومة التركية
بعد نزاع طويل مع بلدية مديات والحكومة التركية، قررت المحكمة العليا التركية في 27 كانون الثاني 2011 منح معظم أراضي الدير، والتي امتلكها الدير لمدة 16 قرن، للحكومة التركية بحجة كونها باشجار تخضع لقانون حماية التشجير. ويعتقد أن الحكومة ستقوم بتوزيعها على مستوطنين أكراد كانوا قد استولوا عليها منذ سنة 2008.

## مواضيع ذات صلة
- الكنيسة السريانية الأرثوذكسية
- طور عبدين
- دير مار أوكين
- دير الزعفران